# Windows XP开发历史
Windows XP的开发历史始于1999年（当时被称作“Windows Neptune”），历时18个月，从1999年12月到2001年8月。最终版本于2001年10月25日释出。

## Neptune和Odyssey
1999年11月27日，Neptune（Build 5111）被释放给微软TechNet上的选定用户。不过仍然存在争议这是否是一个alpha或者技术预览（Technology Preview）版本。这个版本给予Windows 2000的代码库。Neptune本来预期是Windows Me的下一代消费型操作系统。Build 5111是Neptune从微软内部释出的唯一版本。
在2000年早期，有报道说Neptune和Odyssey（针对Windows 2000商业用户的升级版）的开发团队合二为一，共同研发一个开发代号为“Whistler”的新项目，这个项目即为最后的Windows XP的雏形。

## 早期的Beta版本
- Build 2202：于2000年2月的某个时候被释出。整个操作系统与Windows 2000差别很小，并且很多地方（例如启动界面、安装过程）标示为Windows 2000，然而，“仅作测试目的”字样仍然显示在桌面的一角。引入了实验室(版本分支)的概念。

- Build 2223.1 (with a build tag of main.000411-2307)：于2000年4月11日释出，并在2000年4月底的Windows硬件工程大会上（Windows Hardware Engineering Conference）预览。用户登录界面显示“Windows Whistler”字样。它是第一个在任务栏上采用分组类似项目、隐藏系统托盘里不常使用的图标的版本。

2000年6月30日，微软宣布Whistler的Beta版程序技术测试开始。
从Build 2223开始，微软在之后的版本推出了一个全新的用户界面技术。这个界面当时叫做“Visual Style”，是基于与Stardock's WindowBlind相似的系统皮肤引擎。在这期间，微软还于2001年1月推出了“Professional”（之后被重命名为“Watercolor”）的主题，并开始了新的开始菜单样式的开发。
- Build 2250 (with a build tag of main.000628-2110)：于2000年7月13日在佛罗里达专业开发人员大会上释放给测试人员。是Whistler第一个提供给测试人员的版本。它紧密混合了Windows 2000和Windows Me两个操作系统，并没有太多的新特色，不过它是第一个具有Visual Style特性的版本，并拥有一个基于任务的控制面板，并且引入快速用户切换功能。新的开始菜单样式在这个版本里被隐藏。

- Build 2257 (with a build tag of idx01.000810-2103)：2000年8月释出。这个版本包含了新的开始菜单和用户界面，并且是第一个默认不显示我的文档、我的电脑、网上邻居、Internet Explorer的版本[6]。另外，Visual Style拥有新的颜色。个人防火墙在这个版本开始出现。

- Build 2267 (with a build tag of idx01.000910-1316)：于2000年10月3日释出。它提供了一些小的功能，不过没有大的新特性。它允许用户通过修改显示对话框来修改系统外观样式。该版本加入了一个叫做“兼容性中心”的工具，允许用户研究特定的硬件是否与操作系统兼容。

- Build 2287 (with a build tag of beta1.001012-1640)：最后一个pre-Beta 1释出的版本。它拥有重新设计的安装向导，“帮助与支持中心”（类似Windows Me的样式），开始面板被新的较为简单的开始菜单取代和一些用户界面的细微修改。还引入了远程协助、兼容模式、程序兼容性向导和系统配置实用程序。

- Build 2296 (Beta 1, with a build tag of 2296.beta1.001024-1157)：于2000年10月31日释出。首次引入预安装环境的概念(Windows Preinstallation Environment)。出现了一个基于MMC的任务板，使查找频繁使用的应用程序更加容易。在这个开发阶段，2000年11月13日，微软宣布“Whistler”会被称作“Windows 2001”。这个名称不久后被放弃。

## Pre-Beta 2和Beta 2
从Beta 1发布后的许多版本里补充了多个变化。这些版本被称为“Beta 2”，虽然它们实际上只是Pre-Beta 2版本。在这段时间，微软宣称他们没有发布新的主题的计划，用户可以创建他们自己的Visual Style的用户界面。从Build 2410开始，回收站图标默认被移动到桌面的右下角。
- Build 2410 (with a build tag of main.001208-1937 and idx02.001212-1507)：于2001年1月4日被发布给测试人员，它包含了若干个新的特性，例如：增强色彩的图标，重命名为“Watercolor”的一个主题，略为简化的开始菜单，一个新的用户界面皮肤的样本，为Internet Explorer 6加入媒体和即时聊天工具条、Outlook Express 6、Windows Movie Maker 1.1、MSN Explorer 1.1、Windows Media Player 8.0和Internet Information Services 5.1等的支持。

- Build 2415 (with a build tag of lab06_N.010102-1932)：得到微軟的CES 2001展示，其中包含早期的“Whistler”主題（後來改名為Luna）。[7][8]

- Build 2416 (with a build tag of idx01.010104-1958)：于2001年1月16日被发布给测试人员。它拥有一个更有吸引力的帮助与支持中心，Windows Media Player 8对于MP3的支持，一个新的文件和设置转移向导，一个折叠型的开始菜单，新的显示设置和系统还原（与“系统属性”对话框合并）。

- Build 2419 (with a build tag of idx02.010113-1154)：于2001年1月23日被发布给测试人员。它首次展出了新系统的安装流程和最终被评选出的桌面壁纸。另外，这是第一个包含“产品激活”的版本，并加入了隐私保护的功能。最后一个含有“Watercolor”主题的版本。

到2001年1月底，媒体流言开始对“Whistler”系统的最终命名进行了许多猜测。最终，“XP”被采用，取自“eXPerience”（体验）一词。微软在2001年2月5日宣称这一最终命名。从那时起，“Whistler”被改称为“Windows XP”。同日，技术人员收到了“Whistler”Build 2428和2432的私人展示。其中2428開始預設新的“Whistler”主題。
- Build 2462 (Beta 2, with a build tag of main.010315-1739)：于2001年3月23日发布。

## Pre-RC 1和RC 1
作为对外界批评微软没有能在Windows XP裡支持即将面世的USB 2.0标准，微软于2000年4月23日向其用户发布了一封信，解释这一决定。“微软是USB 2.0、蓝牙以及其他无线连接标准，例如IEEE 802.11b的强烈支持者，和USB 1.0”，Carl Stork（WIndows硬件策略总管）写到，“我们已经并且将持续致力于为那些新标准在Windows XP和其他几个操作系统产品中提供支持。USB 2.0和蓝牙的支持问题只是时间问题。由于缺少达到能批量生产质量的设备，而且Windows XP必须要配合2001年假期上市的计算机，Windows XP不会对首批进入市生产的技术提供支持。微软的目标是在Windows XP首次发布之后不久，为USB2.0和蓝牙提供支持。”7月下旬之前，公司已经装载好USB 2.0的测试版的驱动程序。
- Build 2469 (with a build tag of idx02.010508-1228)：于2001年5月12日发布。主要的变化是网络和网卡的驱动程序被补充。这一版本还包含了家庭网络向导的微小更新，RAS代理连接向导，即插即用支持和电源管理；可靠性，启动时间，Windows 98/ME的升级；安全和文件夹服务；使用blank密码登陆本地账户；帮助系统，管理，远程桌面（远程协助）。

- Build 2474 (with a build tag of main.010508-1907)：于2001年5月17日在内部释出，没有发布给测试人员。拥有新的产品激活用户界面（现在使用的是XP风格对话框）。包含Windows Messenger 4的测试版本。

- Build 2475 (with a build tag of idx01.010514-2023)：于2001年5月24日被发布给测试人员。新特性有全新的显示“Windows XP”黑色背景的启动画面，一个新的介绍小电影，欢迎界面，欢迎界面里飘动的旗帜动画（后来被取消），所有程序菜单里远程协助的图标，若干个位于帮助与支持中心的关于系统的“概览”。安装时标有“RC 1”的字样。

- Build 2481 (with a build tag of main.010523-1905)：于2001年6月1日在内部释出，并与6月6日被发布给测试人员。这个版本有一些列改善，包括新的“Windows XP”概览和给予“Luna”用户界面的配色方案（绿色和灰色版本，后来被叫做“Homestead”和“Metallic”）。

Build 2481发布之后，Windows XP的图形用户界面（GUI）不会再有改变，这意味着这个用户界面和最终产品的界面基本相同。硬件兼容性的工作也结束，微软不会为超出当时已有计划的硬件提供支持。
- Build 2486 (with a build tag of main.010602-1927)：于2001年6月15日发布给测试人员。第一次在WIndows XP家庭版裡支持多显示器，包括“Dual-view”技术。之前，微软曾经提到家庭版只会支持一个显示器。Build 2486也是第一个包含于RTM版本里相同四个“示例图片”的版本。

- Build 2494 (with a build tag of main.010613-1739)：于2001年6月21日发布给测试人员。出现了“气球”帮助信息以及新的Windows Messenger用户界面。

- Build 2505 (RC1, with a build tag of main.010626-1514)：于2001年7月2日作为“发布候选1（Release Candidate 1）”发布给测试人员。和之前的版本没有实质区别。是从Beta 2开始第一个通过“Windows XP预览计划（Windows XP Preview Program）”发布给公众的版本。

“微软收到的超过50万的测试人员反馈大声、清楚地告诉我们，人们为Windows XP提供的体验感到十分振奋，我们翘首等待为我们用户提供这个新系统”，微软Windows部门副总管Jim Allchin根据收到的用户反馈后说，“今天RC 1的发布更加坚定了微软在10月25日为用户提供最高品质产品的决心。”

## Pre-RC 2和RC 2
2001年7月7日，Amazon.com在其网站上错误地贴出了Windows XP的销售网页，而且包含了它包装盒的图片。微软要求该公司删掉这个页面，Amazon.com同意删除，不过不久之后Windows XP被发布给制造商的前一天，Amazon.com再次犯了同样的错误。后来该网站还在Windows Vista正式发布之前泄露了销售价格。
微软透露，另一个Windows的过渡版本，开发代号为“Longhorn”（最终作为“Windows Vista”在Windows XP之后发布），把Windows 7（那时叫做“Blackcomb”）的发布日期推迟至少2年。
- Build 2520 (with a build tag of main.010717-1624)：于2001年7月7日发布，提供从系统里卸载Internet Explorer的功能，其余基本没有变化。

- Build 2526 (with a build tag of xpclient.010724-1758)：于2001年7月27日作为“发布候选2（Release Candid 2）”发布。没有包含任何的新特性，不过是第一次大多数用户看到它。除此之外，微软称RC 2基本是关于漏洞修补和fit-and-finish的工作。

## Pre-RTM和RTM
- Build 2535 (with a build tag of 2535.xpclient.010803-1621)：于2001年8月8日发布，视觉上没有任何改变。

- Build 2542 (with a build tag of 2542.xpclient.010811-1534)：于2001年8月14日发布。要求测试人员使用新的产品序列号。和先前的版本一样，这个版本在视觉上没有任何改变。微软称这个版本提供了漏洞的修补。

- Build 2545 was forked to Build 2600：于2001年8月20日，公司开始研究把这个版本作为最终的RTM版本。

- Build 2600 (with a build tag of 2600.xpclient.010817-1148)：在2001年8月24日被宣布为RTM，并在微软园区的媒体见面会后被分送到PC制造商。

Windows XP于2001年10月25日被发布，在全球范围内开始零售。